# HKUPD Dukat, Vajska-Bođani
Hrvatsko kulturno-umjetničko prosvjetno društvo Dukat je kulturno-umjetničko prosvjetno društvo Hrvata iz Vajske i Bođana.

## Povijest
Među osnivačima je Mladen Šimić, koji je i osnivači HKU Antun Sorgg.
Osnovano je kolovoza 2002. godine, a registrirano 29. studenoga 2002. godine. Najstarija je hrvatska udruga u ovom dijelu Bačke i Vojvodine. Prvi dani bili su teški. Pavle Pejčić i suradnici, među kojima je mnogo učinio Luka Iličić, pošli su nabaviti šokačke nošnje, potom su nabavili kupili tambure i osnovali folklorni odjel. Već tad su gostovali po cijeloj Vojvodini te drugdje. Sudjelovali su na međunarodnim smotrama u Donjem Miholjcu, Puli, Okučanima, Đakovačkim vezovima, Vinkovačkim jesenima. Potpisnici su Povelje o trajnoj suradnji s osječkom Šokačkom granom te Povelje o trajnoj suradnji s hrvatskim kulturnim udrugama općine Bača. Na inicijativu vlč. Stipana Bošnjaka pokrenuli su emisiju na hrvatskom jeziku na Radio Bačkoj, koja je započela s radom 28. srpnja  2005. godine i stalno se emitira četvrtkom i trajala je jedan sat, a od 2011. traje dva sata. Potpisali su ugovor o prekograničnoj medijskoj, kulturnoj i poslovnoj suradnji s Radio Pitomačom. HKUPD Dukat organizira likovne kolonije i od njih je stvorena monografija slika nastalih na ovim kolonijama. HKUPD Dukat dugo je djelovao bez vlastitih prostorija pa aktivnosti obavljaju u predsjednikovoj vlastitoj kući ili u mjesnom Vatrogasnom domu. Predsjednik društva je Pavle Pejčić.
HKUPD Dukat organizira manifestaciju Plavi Dunav prigrlio Savu.